# Fasor
Un fasor és un nombre complex constant que representa l'amplitud complexa (magnitud i fase) d'una funció de temps sinusoidal. Habitualment s'expressa de forma exponencial i sovint són utilitzats en càlculs d'anàlisi de circuits, ja que permeten passar a resoldre equacions algebraiques en lloc d'equacions diferencials.

## Definició
Una sinusoide es defineix com una funció de forma 
{\displaystyle y=A\cos {(\omega t+\phi )}\,\!}
on
- y és la quantitat que varia en el temps
- {\displaystyle {\phi }} és una constant (en radiants) coneguda com a angle de fase de la sinusoide.
- A és una constant coneguda com l'amplitud de la sinusoide. És el valor extrem de la funció.
- ω és la freqüència angular donada per {\displaystyle \omega =2\pi f} on f és la freqüència.
- t és el temps.

Que pot ser expressat com:
{\displaystyle y=\Re {\Big (}A{\big (}\cos {(\omega {}t+\phi )}+i\sin {(\omega t+\phi )}{\big )}{\Big )}\,\!}
on
- i és la unitat imaginària {\displaystyle {\sqrt {-1}}}. En enginyeria electrònica s'usa "j" en lloc de "i" per evitar les confusions que es produirien amb el símbol que s'assigna al corrent elèctric.

- {\displaystyle \Re (z)} és la part real del nombre complex z

De forma equivalent, segons la fórmula d'Euler,
{\displaystyle y=\Re (Ae^{i(\omega {}t+\phi )})\,\!}
{\displaystyle y=\Re (Ae^{i\phi }e^{i\omega {}t})\,\!}
Y, la representació fasor d'aquesta sinusoide es defineix com:
{\displaystyle Y=Ae^{i\phi }\,}
de manera que: 
{\displaystyle y=\Re (Ye^{i\omega {}t})\,\!}
Així, el fasor Y és el nombre complex constant que conté la magnitud i fase de la sinusoide. Per a simplificar la notació els fasors s'escriuen habitualment en notació angular:
{\displaystyle Y=A\angle \phi \,}

## Càlcul de fasors
Quan les sinusoides es representen com fasors les equacions diferencials es converteixen en equacions algebraiques. Això es produeix perquè la funció exponencial és la funció pròpia de l'operació derivada:
{\displaystyle {\frac {d}{dt}}(e^{i\omega t})=i\omega e^{i\omega t}}
Prenent la part real en l'equació anterior s'obté el resultat següent:
{\displaystyle {\frac {d}{dt}}\cos {\omega t}=-\omega \sin {\omega t}\,}
Llavors, la derivada en el temps de la sinusoide es converteix, en representació fasorial, en la multiplicació per la freqüencia complexa. De manera similar, integrar un fasor es correspon en dividir per la freqüència complexa.
Com a exemple es pot considerar la següent equació diferencial que resulta d'analitzar la tensió del condensador d'un circuit RC:
{\displaystyle {\frac {dv_{C}}{dt}}+{\frac {1}{RC}}v_{C}={\frac {1}{RC}}v_{S}}
Si suposem que la tensió del circuit és una font sinusoidal (AC):
{\displaystyle v_{S}(t)=V_{P}\cos(\omega t+\phi )\,}
l'equació diferencial (en forma fasorial) es converteix en:
{\displaystyle i\omega V_{c}+{\frac {1}{RC}}V_{c}={\frac {1}{RC}}V_{s}}
on
{\displaystyle V_{s}=V_{P}e^{i\phi }\,}
Resolent el fasor de la tensió en el condensador:
{\displaystyle V_{c}={\frac {1}{1+i\omega RC}}V_{s}}
Per convertir aquest fasor de nou en sinusoide hem d'expressar tots els nombres complexos en forma polar:
{\displaystyle V_{c}={\frac {1}{\sqrt {1+(\omega RC)^{2}}}}e^{i\theta (\omega )}V_{s}}
on
{\displaystyle \theta (\omega )=-\arctan(\omega RC)\,}
i llavors:
{\displaystyle v_{C}(t)={\frac {1}{\sqrt {1+(\omega RC)^{2}}}}V_{P}\cos(\omega t+\phi +\theta (\omega ))}

## Lleis de Circuits
Usant fasors, les tècniques per resoldre circuits de corrent continu es poden aplicar per a resoldre circuits de corrent altern. A continuació s'indiquen les lleis bàsiques en forma fasorial:
- Llei d'Ohm per a resistències: Una resistència no produeix retards en temps i, per tant, no canvia la fase d'un senyal. Per tant, V=IR segueix sent vàlida.
- Llei d'Ohm per a bobines i condensadors: V=IZ on Z és la impedància complexa.
- En un circuit d'alterna es presenta una potència activa (P) que és la representació de les potències mitjana i reactiva (Q). Es pot definir també la potència complexa S=P+iQ i la potència aparent que és la magnitud de S. La llei de potència per a un circuit d'alterna expressada amb fasors és S=VI* (on I* és la conjugada complexa de I).
- Les Lleis de Kirchhoff segueixen sent correctes però en aquest àmbit les magnituds s'expressen en fasors de forma complexa.

A través d'aquestes lleis reformulades es poden analitzar circuits d'alterna d'una sola freqüència formats per resistències, bobines i condensadors. Els circuits en alterna que treballen a més d'una freqüència o amb formes d'ona diferents poden ser analitzats pel principi de superposició analitzant cadascuna de les freqüències de treball per separat. El problema d'aplicar aquesta superposició és que no podem realitzar el càlcul de potències, ja que aquest càlcul està basat en el producte de tensions i intensitats i, per tant, no és lineal.

## Transformada fasorial
La transformada fasorial o representació fasorial permet canviar de la forma complexa a la forma trigonomètrica:
{\displaystyle V_{m}e^{j\phi }={\mathcal {P}}\{V_{m}\cos(\omega t+\phi )\}}
on la notació {\displaystyle {\mathcal {P}}\{\}} es llegeix com "transformada fasorial de ____." 
La transformada fasorial porta la funció sinusoidal del domini del temps al domini de la freqüència.

### Transformada fasorial inversa
La transformada fasorial inversa {\displaystyle {\mathcal {P}}^{-1}} permet tornar del domini fasorial al domini del temps.
{\displaystyle V_{m}\cos(\omega t+\phi )={\mathcal {P}}^{-1}\{V_{m}e^{i\phi }\}=\Re \{V_{m}e^{i\phi }e^{i\omega t}\}}

## Aritmètica fasorial
L'ús de la forma exponencial polar {\displaystyle Ae^{i\phi }} simplifica les multiplicacions i divisions, mentre que la forma cartesiana (rectangular) {\displaystyle a+ib} simplifica les sumes i restes.